# MCRS1
La proteína microesférula 1 (MCRS1) es una proteína codificada en humanos por el gen MCRS1.

## Interacciones
La proteína MCRS1 ha demostrado ser capaz de interaccionar con:
- PHC2[4]
- DAXX[5]
- NOL1[2]
- PINX1[6]
- Telomerasa transcriptasa inversa[6]